# (2390) Nežárka
(2390) Nežárka es un asteroide perteneciente al cinturón de asteroides, descubierto el 14 de agosto de 1980 por Zdeňka Vávrová desde el Observatorio Kleť, České Budějovice, República Checa.

## Designación y nombre
Designado provisionalmente como 1980 PA1. Fue nombrado Nežárka en homenaje a Nežárka río de la República Checa.